# Un ángel tuvo la culpa
Un ángel tuvo la culpa és una pel·lícula de comèdia espanyola del 1960 dirigida per Luis Lucia Mingarro amb un guió de Jaime García-Herranz Camps basat en Milagro en la Plaza del Progreso de Joaquín Calvo Sotelo. Fou estrenada el 25 d'abril de 1960 als cinemes Gayarre, Palace i Pompeya de Madrid.

## Sinopsi
Claudio és un honrat i responsable caixer d'una fàbrica que ha d'ingressar un milió de pessetes en el banc per encàrrec del seu cap don Eustaquio. En arribar el troba tancat i decideix guardar els diners a casa, però pel camí es troba amb el seu amic, l'apotecari, qui el convida a una festa a casa seva. Allí s'emborratxa i comença a repartir els diners que havia d'ingressar entre els més necessitats. L'endemà no se'n recorda de a qui ha donat els diners. El comissari li dona un termini de 24 hores per recuperar els diners i la seva esposa Eulalia s'encomana a una talla de Sant Cosme.

## Repartiment
- Emma Penella	...	Eulalia
- José Luis Ozores...	Claudio Martín
- Roberto Camardiel...	Don Eustaquio Viñas
- Amparo Rivelles...	Prostituta
- Alfredo Mayo...	Comissari
- Rafael Durán...	Pres
- Gérard Tichy...	Sr. X
- Jesús Tordesillas	 ...	Fals Comte de Campoy
- Rafael López Somoza...	Aurelio
- Pilar Cansino	...	Rosario
- Ricardo Valle	...	Luis
- María Fernanda Ladrón de Guevara	...	Sra. Emilia
- Margarita Lozano...	Teresa
- Carlos Casaravilla	...	Sergio Montañés

## Premis
Margarita Lozano va rebre el premi a la millor actriu secundària als Premis del Sindicat Nacional de l'Espectacle de 1960.